# Comitatul Racine, Wisconsin
Comitatul Racine este unul din cele 72 de comitate din statul Wisconsin din Statele Unite ale Americii. Sediul acestuia este localitatea omonimă, Racine. Conform recensământului din anul 2000, Census 2000, populația sa fusese 188.831 de locuitori..
Comitatul Racine este situat pe malul lacului Michigan, în sud-estul statului Wisconsin, aproximativ 30 de mile sud de Milwaukee și 60 mile nord de Chicago. Comitatul conține două orașe, șapte sate și nouă orășele. Autostrada Interstate Highway 94 leagă comitatul Racine cu Milwaukee, Madison și Minneapolis spre vest și Chicago și Detroit spre est.

## Demografie
|  | Graficele sunt indisponibile din cauza unor probleme tehnice. Mai multe informații se găsesc la Phabricator și la wiki-ul MediaWiki. |

Date: Wikidata - grafică realizată de Wikipedia